# Brezovi Dol
Brezovi Dol je naselje v Občini Ivančna Gorica.